# Shirley’s Regiment of Foot

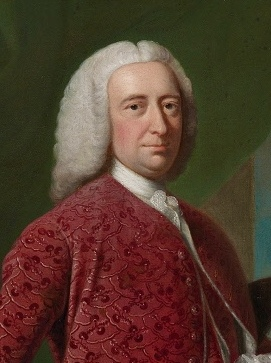
William Shirley, Colonel of the Regiment

Das 50th oder Shirley’s Regiment of Foot war ein Linieninfanterieregiment der britischen Armee, das von 1745 bis 1749 und von 1754 bis 1756 bestand.

## Geschichte
Das Regiment wurde am 1. September 1745 von Colonel William Shirley, Gouverneur von Massachusetts, aufgestellt, als Garnison für die von diesem während des Österreichischen Erbfolgekriegs im Juni 1745 mit Miliztruppen aus Neuengland von den Franzosen eroberte Festung Louisbourg auf der Kap-Breton-Insel. Er rekrutierte die Männer für sein Regiment einerseits zunächst aus Freiwilligen aus seiner Miliztruppe und andererseits in der Folgezeit aus jakobitischen Sträflingen, die sich nach dem Scheitern des Jakobitenaufstands 1745 zum Dienst in Nordamerika meldeten, um eine Amnestie zu erhalten. Das Regiment wurde als 65th Regiment of Foot nummeriert, aber, wie damals üblich, gewöhnlich nach seinem Colonel Shirley’s Regiment of Foot genannt. Nachdem die Festung Louisbourg im Rahmen des Friedens von Aachen (1748) an die Franzosen zurückgegeben werden musste, wurde das Regiment im Mai 1749 aufgelöst.
Anlässlich des Ausbruchs des Siebenjährigen Kriegs in Nordamerika wurde das Regiment auf königlichen Anweisung am 24. Dezember 1754 in Boston vom inzwischen zum Major-General beförderten William Shirley mit dem Namen 50th Regiment of Foot (American Provincials) neu aufgestellt. Während des Krieges fungierte das Regiment ab 1755 als Garnison von Fort Oswego. Als die Franzosen unter General Montcalm das Fort im August 1756 einnahmen, gerieten die Überlebenden des Regiments in französische Gefangenschaft. Sie wurde für einen späteren Gefangenenaustausch zunächst nach Kanada und später nach Frankreich verbracht. Das Regiment wurde am 25. Dezember 1756 aufgelöst und die verbliebenen Soldaten auf andere Einheiten verteilt.